# Distretto urbano di Sumbawanga
Il distretto urbano di Sumbawanga è uno dei 4 distretti della regione di Rukwa in Tanzania. Confina a nord con il lago Rukwa, a est con la regione di Mbeya, a sud con il distretto rurale di Sumbawanga e a ovest con il distretto di Nkasi. La capitale del distretto (e della regione) è Sumbawanga.
Secondo il censimento nazionale della Tanzania del 2002, gli abitanti del distretto urbano di Sumbawanga erano 147.483.

## Circoscrizioni
Il distretto urbano di Sumbawanga è diviso amministrativamente in 13 circoscrizioni:
- Chanji
- Izia
- Kasense
- Katandala
- Kizwite
- Majengo
- Malangali
- Matanga
- Mazwi
- Milanzi
- Mollo
- Ntendo
- Old Sumbawanga
- Pito
- Senga
- Mkata
- Ndolwa
- Segera
- Sindeni

| Controllo di autorità | VIAF (EN) 123158864 · LCCN (EN) n80149771 · J9U (EN, HE) 987007564314305171 |